# Liste des cathédrales de New York
Cet article recense les cathédrales situées à New York, aux États-Unis.

## Liste

### Brooklyn
| Cathédrale                                                                                      | Rite                            | Notes               | Coordonnées                         | Photo |
| ----------------------------------------------------------------------------------------------- | ------------------------------- | ------------------- | ----------------------------------- | ----- |
| Cathédrale Saints-Constantin-et-Hélène (en) Sts. Constantine and Helen Cathedral                | Orthodoxe grec                  |                     | 40° 41′ 26″ nord, 73° 59′ 28″ ouest |       |
| Cathédrale Saint-Nicolas St. Nicholas Antiochian Orthodox Cathedral                             | Orthodoxe antiochien            |                     | 40° 41′ 16″ nord, 73° 59′ 05″ ouest |       |
| Ancienne cathédrale Saint-Anne St. Ann's Old Armenian Catholic Cathedral                        | Catholique arménienne           | Ancienne cathédrale | 40° 43′ 01″ nord, 73° 57′ 27″ ouest |       |
| Basilique-cathédrale Saint-Jacques (en) Cathedral Basilica of St. James                         | Catholique                      |                     | 40° 41′ 49″ nord, 73° 59′ 12″ ouest |       |
| Cocathédrale Saint-Joseph (en) Co-Cathedral of St. Joseph                                       | Catholique                      |                     | 40° 40′ 50″ nord, 73° 57′ 59″ ouest |       |
| Cathédrale Notre-Dame-du-Liban Our Lady of Lebanon Maronite Cathedral                           | Maronite                        |                     | 40° 41′ 39″ nord, 73° 59′ 39″ ouest |       |
| Cathédrale Saint-Cyrille-de-Tourov (ru) St. Cyril's of Turau Cathedral                          | Orthodoxe biélorusse            |                     | 40° 41′ 14″ nord, 73° 59′ 04″ ouest |       |
| Cathédrale de la Transfiguration-de-Notre-Seigneur Cathedral of the Transfiguration of Our Lord | Orthodoxe en Amérique           |                     | 40° 43′ 10″ nord, 73° 57′ 13″ ouest |       |
| Cathédrale Saint-Jean-Baptiste (ru) St. John the Forerunner Orthodox Cathedral                  | Orthodoxe russe hors frontières |                     | 40° 35′ 10″ nord, 73° 56′ 55″ ouest |       |
| Cathédrale de la Sainte-Trinité Holy Trinity Cathedral                                          | Orthodoxe ukrainienne           |                     | 40° 42′ 38″ nord, 73° 57′ 40″ ouest |       |

### Manhattan
| Cathédrale                                                                              | Rite                               | Notes                            | Coordonnées                         | Photo |
| --------------------------------------------------------------------------------------- | ---------------------------------- | -------------------------------- | ----------------------------------- | ----- |
| Cathédrale de la Sainte-Trinité (en) Cathedral of the Holy Trinity                      | Orthodoxe grec                     |                                  | 40° 46′ 11″ nord, 73° 57′ 22″ ouest |       |
| Cathédrale Saint-Illuminateur Saint Illuminator Cathedral                               | Apostolique arménienne             |                                  | 40° 44′ 28″ nord, 73° 58′ 48″ ouest |       |
| Cathédrale Saint-Vardan (en) St. Vartan Cathedral                                       | Apostolique arménienne             |                                  | 40° 44′ 42″ nord, 73° 58′ 31″ ouest |       |
| Cathédrale Saint-Anne (en) St. Ann's Cathedral                                          | Catholique arménienne              | Ancienne cathédrale              | 40° 43′ 56″ nord, 73° 59′ 21″ ouest |       |
| Cathédrale Saint-Thomas-Apôtre Cathedral Church of St. Thomas the Apostle               | Catholique libérale internationale |                                  | 40° 49′ 15″ nord, 73° 56′ 20″ ouest |       |
| Ancienne cathédrale Saint-Patrick St. Patrick's Old Cathedral                           | Catholique                         |                                  | 40° 43′ 25″ nord, 73° 59′ 44″ ouest |       |
| Cathédrale Saint-Patrick St. Patrick's Cathedral                                        | Catholique                         |                                  | 40° 45′ 31″ nord, 73° 58′ 35″ ouest |       |
| Cathédrale Saint-Jean-le-Théologien Cathedral of St. John the Divine                    | Épiscopalienne                     |                                  | 40° 48′ 13″ nord, 73° 57′ 41″ ouest |       |
| Cathédrale Saints-Cyrille-et-Méthode (en) Saints Kiril & Metodij Cathedral              | Orthodoxe bulgare                  |                                  | 40° 45′ 56″ nord, 73° 59′ 39″ ouest |       |
| Cathédrale de la Protection-de-la-Sainte-Vierge Cathedral of the Holy Virgin Protection | Orthodoxe en Amérique              |                                  | 40° 43′ 28″ nord, 73° 59′ 22″ ouest |       |
| Cathédrale Notre-Dame-du-Signe (ru) Cathedral of the Theotokos of the Sign              | Orthodoxe russe hors frontières    |                                  | 40° 47′ 05″ nord, 73° 57′ 14″ ouest |       |
| Cathédrale Saint-Nicolas St. Nicholas Cathedral                                         | Orthodoxe russe                    |                                  | 40° 47′ 18″ nord, 73° 57′ 15″ ouest |       |
| Cathédrale Saint-Sava (en) Cathedral of St. Sava                                        | Orthodoxe serbe                    | Détruite par un incendie en 2016 | 40° 44′ 37″ nord, 73° 59′ 25″ ouest |       |
| Procathédrale Sainte-Croix Holy Cross Pro-Cathedral                                     | Orthodoxe africaine (en)           |                                  | 40° 48′ 38″ nord, 73° 56′ 41″ ouest |       |

### Queens
| Cathédrale                                                 | Rite                       | Notes | Coordonnées                         | Photo |
| ---------------------------------------------------------- | -------------------------- | ----- | ----------------------------------- | ----- |
| Cathédrale Saint-Démétrios St. Demetrios Cathedral         | Orthodoxe grec             |       | 40° 45′ 56″ nord, 73° 55′ 22″ ouest |       |
| Cathédrale Saint-Markella (ru) Cathedral of Saint Markella | Vrais chrétiens orthodoxes |       | 40° 46′ 50″ nord, 73° 54′ 38″ ouest |       |